# Данькова (Тюменская область)
Данькова — деревня в Армизонском районе Тюменской области России. Входит в состав Орловского сельского поселения.

## История
В «Списке населенных мест Российской империи» 1871 года издания (по сведениям 1868—1869 годов) населённый пункт упомянут как казённая деревня Ишимского округа Тобольской губернии, при озере Даньковом, расположенная в 153 верстах от окружного центра города Ишим. В деревне насчитывалось 50 дворов и проживало 177 человек (87 мужчин и 90 женщин).
В 1926 году в деревне имелось 74 хозяйств и проживало 365 человек (155 мужчин и 210 женщин). В административном отношении входила в состав Орловского сельсовета Армизонского района Ишимского округа Уральской области.

## География
Деревня находится в южной части Тюменской области, в лесостепной зоне, в пределах Ишимской равнины, на берегу озера Данькова, на расстоянии примерно 11 километров (по прямой) к юго-востоку от села Армизонское, административного центра района. Абсолютная высота — 130 метров над уровнем моря.
Климат резко континентальный с теплым летом и суровой холодной зимой. Годовое количество осадков — 310 мм. Средняя температура января составляет −18,2 °C, июля — +18,1 °C.

### Часовой пояс
Деревня Данькова, как и вся Тюменская область, находится в часовой зоне МСК+2. Смещение применяемого времени относительно UTC составляет +5:00.

## Население
| 1989 | 2002 | 2010 |
| ---- | ---- | ---- |
| 34   | ↘23  | ↘5   |

Гендерный состав
По данным Всероссийской переписи населения 2010 года в гендерной структуре населения мужчины составляли 60 %, женщины — соответственно 40 %.
Национальный состав
Согласно результатам переписи 2002 года, в национальной структуре населения русские составляли 61 % из 23 чел., ингуши — 35 %.

## Улицы
Уличная сеть деревни состоит из одной улицы (ул. Озёрная).